# 카와무라 미카
카와무라 미카(川村 美香, 1973년 8월 5일~ )는 일본의 만화가이다. 아이치현 출생. 1992년 제12회 나카요시 신인 만화상 입선작 〈여름축제의 잠자는 공주(夏祭りの眠り姫)〉로 나카요시 딜럭스를 통해 데뷔. 대표작으로는 《다!다!다!》 등이 있다.

## 작품 목록
- 복숭아에 키스! (桃にキッス!)
- 체포해봐! (タイホしてみーな!)
- 하나 맞춰봐! (あわせて1本!)
- 다!다!다!(だぁ!だぁ!だぁ!)
- 신☆다!다!다!(新☆だぁ!だぁ!だぁ!)
- 콘치아-스! (こんちあーす!)
- 해피 아이스크림! (ハッピーアイスクリーム!)
- 패닉×패닉 (ぱにっく×ぱにっく)
- 남자아이의 비밀 (♂のコのヒミツ)
- 행인소녀 (杏仁小娘)